# Jianzhen

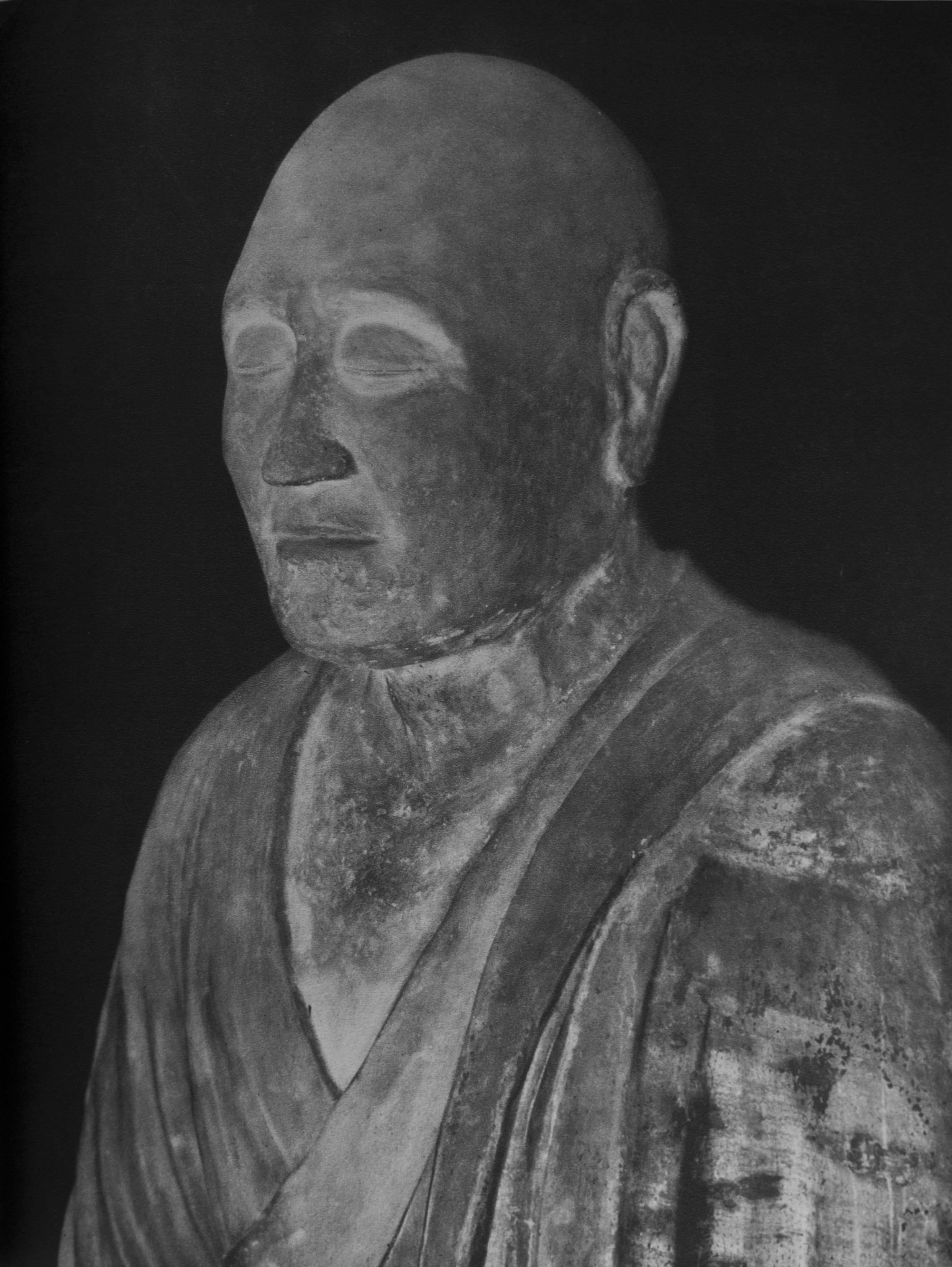
Statue von Ganjin, dem Begründer der „Regelschule“ Risshū, im Tōshōdai-Tempel zu Nara

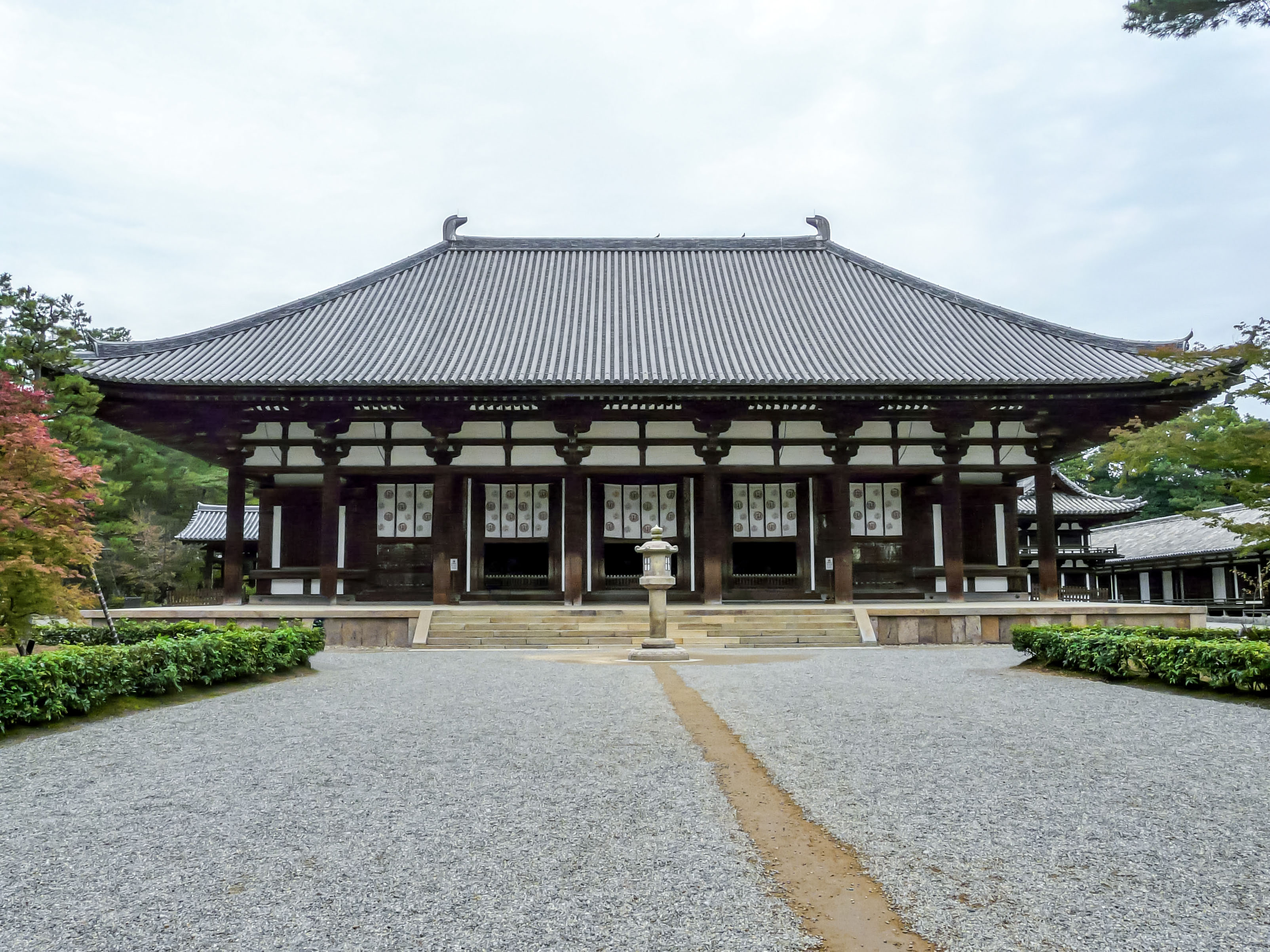
Tōshōdai-Tempel (Tōshōdai-ji, UNESCO-Welterbe)

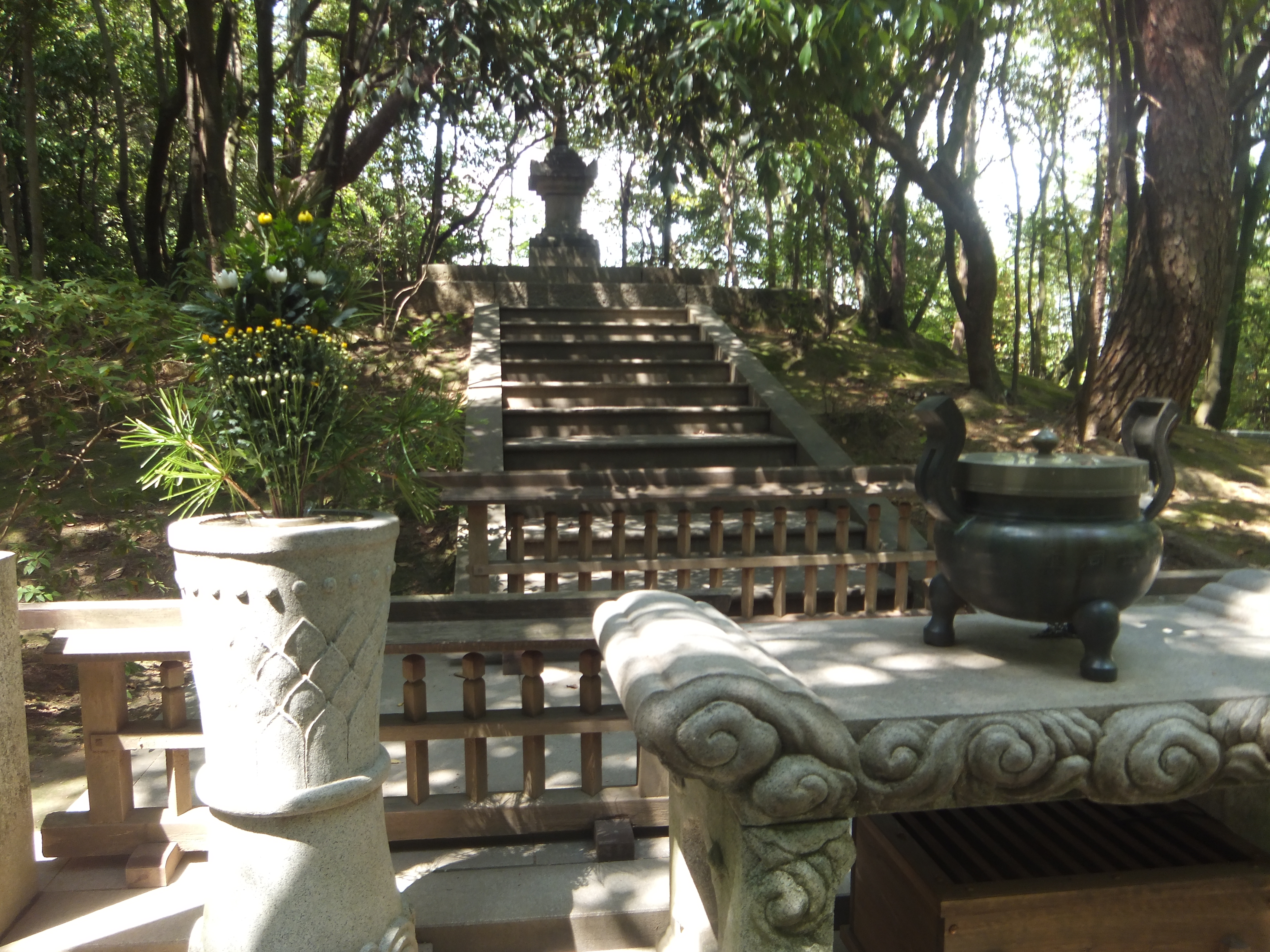
Ganjins Grab im Tōshōdai-Tempel

Jianzhen (chinesisch 鑒真 / 鉴真, Pinyin Jiàn Zhēn, W.-G. Chien-chen; jap. 鑑真, Ganjin; * 688; † 763) war ein chinesischer buddhistischer Priester. Mit 14 Jahren wurde er Priester im Tempel Dayun Si in China. Bis 742 lehrte er im Tempel Daming Si in Yangzhou.
In jenem Jahr suchten ihn die japanischen Priester Eiei (栄叡; † 749) und Fushō (普照; 8. Jh.) auf, die ihn nach Japan einluden. Sie waren vom japanischen Shōmu-tennō geschickt worden, um in China nach autorisierten Priestern zu suchen, die die Ordinationspraxis des Buddhismus und damit die Legitimität und Zentralisierung der buddhistischen Gemeinschaft (sanskritisch: Sangha) in Japan einführen sollten. Dies hatte mit den Bemühungen des Kaiserhauses in der Nara-Zeit zu tun, Ordnung in die Organisation des Buddhismus zu bringen, der im Volk und den einflussreichen Sippen immer mehr Einfluss gewann.
Da die kiellosen japanischen Schiffe den Wellen und Winden weitgehend ausgeliefert waren, waren Fahrten zwischen China und Japan mit großen Risiken verbunden. Nach mehreren Schiffsuntergängen und anderen Rückschlägen gelang dem inzwischen erblindeten Jianzhen die Überfahrt im Jahr 753.
- Er brachte unter anderem Schriften des Vinaya und des Kanons der Tiantai-Schule (Tiantai zong) mit, die später auch von Saichō, dem Gründer des japanischen Tendai, studiert wurden.
- 754 errichtete er eine Ordinationsplattform im Tōdai-Tempel (Tōdai-ji), der vom Tennō Shōmu als zentrale buddhistische Instanz Japans gegründet worden war. Auch Shōmu ließ sich von Ganjin ein zweites Mal ordinieren. Die Ordination in der korrekten Traditionslinie war im Buddhismus eine gewichtige Angelegenheit. Dazu kam, dass in Japan die Regierung entschied, wie viele Mönche pro Jahr ordiniert werden durften.
- Im fünften Monat des gleichen Jahres gründete Ganjin die „Regelschule“ (Ritsu bzw. Risshū). Bis zur Gründung der Tendai-Schule durfte nur diese Schule Ordinationen durchführen. Alle nicht dort Ordinierten galten offiziell nicht als Priester.
- Im fünften Monat des Jahres 756 wurde er Generalsupervisor der Priester, im achten Monat Generaladministrator der Priester.
- 759 gründete er den Tōshōdai-Tempel (Tōshōdai-ji) unter der Schirmherrschaft der Kaiserin Kōken.
- Nach seinem Tod 763 wurde ihm postum der kaiserliche Titel Der große Lehrer Kakai oder Der große Lehrer der das Meer gekreuzt hat (Kakai Daishi) verliehen.
- Seine Lebensgeschichte wurde von dem Hofgelehrten Ōmi no Mifune aufgeschrieben.